# إقبال فليح
إقبال فليح (القرن 20) هي شاعرة عراقية.

## مسيرتها
من مدينة كربلاء، كان يلقبها العراقيون إبان حرب إيران بالفيلق الثامن، لشدة انخراطها في شعر الحرب. خرجت بعد غزو الكويت إلى الأردن والتقت بقيادات الأردن حيث قادت حملة مناوئة للحشد الأمريكي ضد العراق وهجت معظم الزعماء العرب الذين شاركوا بتحالف في حرب تحرير الكويت. كانت مقربة من الرئيس صدام حسين وعائلته مما دفعها إلى الاختفاء بعد تحرير الكويت ولا يعرف عن مصيرها شيء.